# Friidrott vid olympiska sommarspelen 1900
Friidrotten vid de olympiska sommarspelen 1900 i Paris bestod av 23 grenar och hölls mellan 14 och 22 juli 1900 på Stade Croix-Catelan. Antalet deltagare var 117 tävlande från 15 länder.

## Medaljfördelning
| Medaljfördelning |                 |      |        |       |        |
| Placering        | Nation          | Guld | Silver | Brons | Totalt |
| 1                | USA             | 16   | 13     | 10    | 39     |
| 2                | Storbritannien  | 3    | 3      | 2     | 8      |
| 3                | Frankrike       | 1    | 4      | 2     | 7      |
| 4                | Kanada          | 1    | 0      | 1     | 2      |
| 4                | Ungern          | 1    | 0      | 1     | 2      |
| 6                | Kombinationslag | 1    | 0      | 0     | 1      |
| 7                | Indien          | 0    | 2      | 0     | 2      |
| 8                | Böhmen          | 0    | 1      | 0     | 1      |
| 9                | Australien      | 0    | 0      | 3     | 3      |
| 10               | Danmark         | 0    | 0      | 1     | 1      |
| 10               | Norge           | 0    | 0      | 1     | 1      |
| 10               | Sverige         | 0    | 0      | 1     | 1      |

## Medaljörer

### Herrar
| Gren                           | Guld | Silver                                                                                               | Brons                            |
| 60 meter Detaljer...           | Alvin Kraenzlein · USA                                                                                             | Walter Tewksbury · USA                                                                               | Stan Rowley · Australien         |
| 100 meter Detaljer...          | Frank Jarvis · USA                                                                                                 | Walter Tewksbury · USA                                                                               | Stan Rowley · Australien         |
| 200 meter Detaljer...          | Walter Tewksbury · USA                                                                                             | Norman Pritchard · Indien                                                                            | Stan Rowley · Australien         |
| 400 meter Detaljer...          | Maxie Long · USA                                                                                                   | William Holland · USA                                                                                | Ernst Schultz · Danmark          |
| 800 meter Detaljer...          | Alfred Tysoe · Storbritannien                                                                                      | John Cregan · USA                                                                                    | David Hall · USA                 |
| 1 500 meter Detaljer...        | Charles Bennett · Storbritannien                                                                                   | Henri Deloge · Frankrike                                                                             | John Bray · USA                  |
| Maraton Detaljer...            | Michel Théato · Frankrike                                                                                          | Émile Champion · Frankrike                                                                           | Ernst Fast · Sverige             |
| 110 meter häck Detaljer...     | Alvin Kraenzlein · USA                                                                                             | John McLean · USA                                                                                    | Frederick Moloney · USA          |
| 200 meter häck Detaljer...     | Alvin Kraenzlein · USA                                                                                             | Norman Pritchard · Indien                                                                            | Walter Tewksbury · USA           |
| 400 meter häck Detaljer...     | Walter Tewksbury · USA                                                                                             | Henri Tauzin · Frankrike                                                                             | George Orton · Kanada            |
| 2 500 meter hinder Detaljer... | George Orton · Kanada                                                                                              | Sidney Robinson · Storbritannien                                                                     | Jacques Chastanié · Frankrike    |
| 4 000 meter hinder Detaljer... | John Rimmer · Storbritannien                                                                                       | Charles Bennett · Storbritannien                                                                     | Sidney Robinson · Storbritannien |
| 5 000 meter lag Detaljer...    | Kombinationslag Charles Bennett (GBR) John Rimmer (GBR) Sidney Robinson (GBR) Alfred Tysoe (GBR) Stan Rowley (AUS) | Frankrike · Henri Deloge · Jacques Chastanié · André Castanet · Michel Champoudry · Gaston Ragueneau | ingen                            |
| Längdhopp Detaljer...          | Alvin Kraenzlein · USA                                                                                             | Myer Prinstein · USA                                                                                 | Patrick Leahy · Storbritannien   |
| Tresteg Detaljer...            | Myer Prinstein · USA                                                                                               | James Connolly · USA                                                                                 | Lewis Sheldon · USA              |
| Höjdhopp Detaljer...           | Irving Baxter · USA                                                                                                | Patrick Leahy · Storbritannien                                                                       | Lajos Gönczy · Ungern            |
| Stavhopp Detaljer...           | Irving Baxter · USA                                                                                                | Meredith Colket · USA                                                                                | Carl-Albert Andersen · Norge     |
| Stående längdhopp Detaljer...  | Ray Ewry · USA | Irving Baxter · USA                                                                                  | Emile Torcheboeuf · Frankrike    |
| Stående tresteg Detaljer...    | Ray Ewry · USA | Irving Baxter · USA                                                                                  | Robert Garrett · USA             |
| Stående höjdhopp Detaljer...   | Ray Ewry · USA | Irving Baxter · USA                                                                                  | Lewis Sheldon · USA              |
| Kulstötning Detaljer...        | Richard Sheldon · USA                                                                                              | Josiah McCracken · USA                                                                               | Robert Garrett · USA             |
| Diskuskastning Detaljer...     | Rudolf Bauer · Ungern                                                                                              | František Janda-Suk · Böhmen                                                                         | Richard Sheldon · USA            |
| Släggkastning Detaljer...      | John Flanagan · USA                                                                                                | Truxton Hare · USA                                                                                   | Josiah McCracken · USA           |

## Deltagande nationer
Totalt deltog 117 friidrottare från 15 länder vid de olympiska spelen 1900 i Paris.
| - Australien (1) - Böhmen (4) - Danmark (4) - Frankrike (23) - Grekland (2) - Indien (1) - Italien (2) - Kanada (2) | - Norge (2) - Storbritannien (9) - Sverige (8) - Tyskland (6) - Ungern (9) - USA (43) - Österrike (1) |